# Universidade de Berna

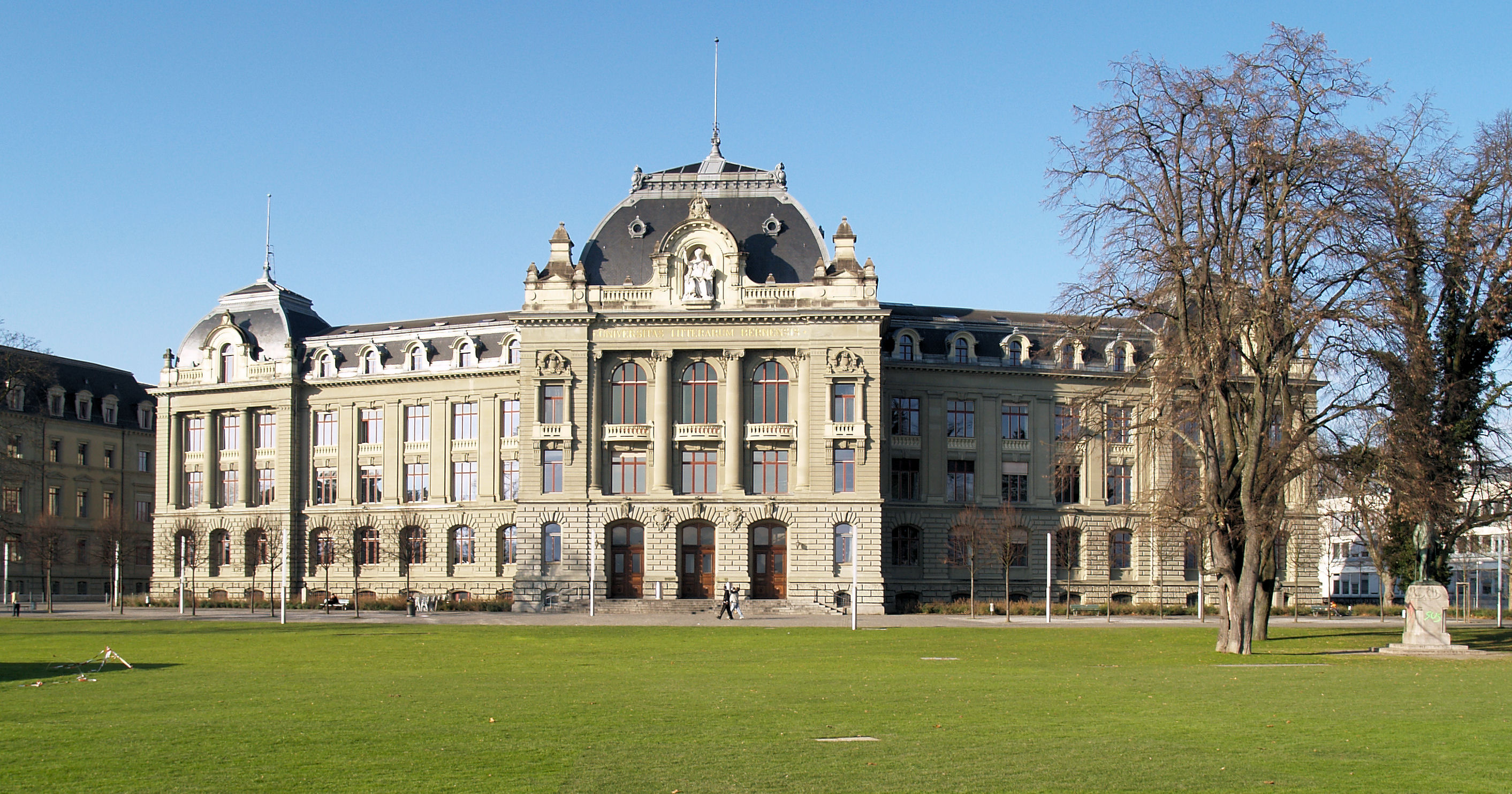

A Universidade de Berna é uma universidade localizada na capital da Suíça, Berna; fundada em 1834, por estar localizada na região de língua alemã do país, seu nome oficial é Universität Bern, embora seja frequentemente designada pelo seu nome francês, Université de Berne.
A universidade é regulamentada e financiada pelo Cantão de Berna. Entre alguns de seus ex-alunos notórios estão o teólogo suíço Karl Barth e o filósofo alemão Walter Benjamin.

## Localização
Os prédios da universidade estão distribuídos por toda a cidade de Berna, porém a maioria está centrada na Rua Länggass, numa área imediatamente ao noroeste do centro da cidade. Um elevador na principal estação ferroviária da cidade proporciona acesso ao terraço que fica diretamente em frente ao principal edifício administrativo.
A universidade, assim como a cidade e o cantão de Berna, ganharam muitos prêmios devido ao seu uso inteligente, ecológico e auto-sustentável dos antigos edifícios. Um exemplo é a Faculdade de Teologia, e partes da Faculdade Filosófico-Histórica, que agora usam uma antiga fábrica de chocolate como seu edifício principal (o chamado "Unitobler", numa referência à antiga empresa Chocolat Tobler AG, fabricante dos chocolates Toblerone), e em 2005 um antigo hospital para mulheres foi reconstruído como centro universitário ("UniS").

## Reputação
O ranking mundial de universidades de 2006 do Times Higher Education Supplement (THES), suplemento de educação do jornal inglês The Times, classifica a Universidade de Berna como:
- 7ª na Suíça
- 214ª no mundo

Na Classificação Acadêmica das Universidades do Mundo (ARWU) de 2006, a Universidade de Berna foi, de acordo com o sistema de classificação:
- 6ª na Suíça
- 57ª-80ª na Europa
- 151ª-202ª no mundo

## Departamentos
Atualmente, a universidade tem um total de aproximadamente 13.000 estudantes, inscritos em oito diferentes faculdades:
- Teologia cristã: Denominação reformada e antiga denominação católica
- Direito
- Medicina
- Medicina veterinária
- Economia e Estudos sociais
- Estudos filosófico-históricos
- Estudos filosófico-científicos
- Estudos filosófico-humanísticos

A Faculdade Filosófico-Histórica é similar a um departamento de Artes e Ciências das universidades norte-americanas, com diplomas (Hauptfächer) numa grande variedade de assuntos. A Faculdade Filosófica-Científica se restringe a ciências como a Química e a Física. A Faculdade Filosófica-Humanística foi fundada em 2005, e oferece estudos nos campos da Pedagogia, Educação Física e Psicologia. O departamento de Teologia Católica Antiga, na Faculdade de Teologia, é o único lugar no mundo a estudar a teologia nesta denominação.
A Faculdade de Teologia tem o menor número de estudantes, enquanto a Faculdade Filosófico-Histórica tem o maior.